# Kenneth Berry
Kenneth Edward Jordan Berry (ur. 17 listopada 1925 w Devonport, zm. 22 listopada 1992 w Falmouth) – brytyjski marynarz wzięty do niewoli po zatopieniu jego statku przez Niemców w 1940. Podczas pobytu w obozie jenieckim dołączył (jako siedemnastolatek) do kolaboracyjnego Wolnego Korpusu Brytyjskiego, gdzie służył w stopniu SS-Manna nigdy nie uczestnicząc w działaniach wojennych. 
Berry nie stawił się podczas ewakuacji swojej jednostki z Neustrelitz dnia 29 kwietnia 1945, pozbył się munduru i w takim stanie został przejęty przez jednostki Armii Czerwonej, które przekonane, że jest on zwykłym brytyjskim jeńcem wojennym przekazały go pobliskim jednostkom US Army. Amerykanie przetransportowali go z powrotem do Anglii 12 maja 1945, umożliwiając mu powrót do domu w Penryn w Kornwalii.
Po wojnie został skazany za kolaborację na 9 miesięcy ciężkich robót. Podczas wydawania wyroku sąd przychylił się do opinii samego prokuratora, że Ken należał do "nieodpowiedzialnej młodzieży, którą łatwo było zmanipulować".